# Piper sapotoanum
Piper sapotoanum är en pepparväxtart som beskrevs av William Trelease. Piper sapotoanum ingår i släktet Piper och familjen pepparväxter. Inga underarter finns listade i Catalogue of Life.